# 美濃加茂サービスエリア
美濃加茂サービスエリア（みのかもサービスエリア）は、岐阜県美濃加茂市にある東海環状自動車道のサービスエリア。美濃加茂ICを併設している。SAを利用後ICから流出可能（IC流入からの利用は不可）。管理運営は株式会社美濃加茂ファーム。ハイウェイオアシスが設置されており、ぎふ清流里山公園へ連絡できる。

## 歴史
- 2005年3月19日 : 東海環状自動車道豊田東JCT-美濃関JCT間開通により設置。

## 施設

### 上下共通
- トイレ
  - 男性 大3（洋式3）・小7
  - 女性 16（和式1・洋式15）
    - 同伴の男児用 1

  - 車椅子用 1
- トイレ（車椅子専用）
  - 車椅子用 1
- ガソリンスタンド（ENEOS（美濃加茂ファーム）、24時間）セルフ式
  - 以前は(株)ファームが運営していた。
- スナック（7:00-21:00、12月-3月 7:00-20:00）
- ショッピング（7:00-22:00、12月-3月 7:00-21:00）
- ベーカリー （7:00-22:00、12月-3月 7:00-21:00）
- 自動販売機

### 外回り（土岐・豊田方面）
- 駐車場
  - 大型 12台
  - 小型 34台
- 給電スタンド（24時間）

### 内回り（美濃関方面）
- 駐車場
  - 大型 12台
  - 小型 34台
- 給電スタンド（24時間）

### ハイウェイオアシス
テーマパークであるぎふ清流里山公園を利用できる。また、道の駅みのかもとして併設する施設も利用できる。
道の駅みのかも
- 岐阜県特産品売店「おんさい館」（9:00-18:00、12月-2月 10:00-17:00）
  - 軽食
  - 物販施設
  - 情報端末
- 青空市場（9:30-18:00）
- 岐阜県特産品専門店「道草庵」
- 昭和銭湯　里山の湯 （10:00-22:00 最終受付21:30）大人600円、小学生300円
  - お風呂（8種類）
  - 足湯 （無料）
  - サウナ
  - 休憩コーナー
  - レストラン「里山食堂」（10:00-21:00）

## 隣
C3 東海環状自動車道
(8)可児御嵩IC - (9)美濃加茂IC/SA - (10)富加関IC